# Памятник Тарасу Шевченко (Бухарест)

Памятник Тарасу Шевченко в Бухаресте. Скульптор Геннадий Ершов

Памятник Тарасу Шевченко в Бухаресте выполнен Геннадием Ершовым в сером граните на мраморном постаменте в 1998 году на месте разрушенного.
Считается, что памятник Тарасу Шевченко в одном из центральных парков румынской столицы города Бухареста, открытый в 1952 году, был первым памятником украинскому Кобзарю в европейской стране вне Украины, однако в 1993 году этот бюст вместе с другими памятниками социалистической эпохи был уничтожен. Уже через 5 лет, в 1998 году,  в парке Херэстрэу открыт новый памятник Шевченко работы скульптора Геннадия Ершова.
Церемония официального открытия памятника в парке Херэстрэу в Бухаресте состоялась 20 марта 1999 года, по случаю 185-летия со дня рождения Тараса Шевченко. После возложения цветов в Национальном концертном зале столицы состоялся праздничный концерт, в котором выступили художественные коллективы Украинской диаспоры Румынии и гости с берегов Днепра.